# 液體繩捲
液體繩捲（rope coil）或稱為蜂蜜線捲（honey coil），是指黏滯係數高的液體如果由適當高度流下，形成一細小的流動液柱，在流體接觸一平面時，時常會自行螺旋捲曲成為中空圓柱型的繩捲型態，故而因此得名。
因為液體繩捲很容易觀察到，卻是一個變化多端又牽涉到力學與流體力學的複雜物理現象，所以時常被中學或大學的物理教師當作物理學的力學討論主題，以刺激年輕學生進行討論。曾被列入 2013年國際青年物理學家競賽（台北主辦）的題目。
繩捲現象的正式學術研究可以追溯到在1958年, 由巴恩斯 (Barnes) 與伍考克 (Woodcock) 兩人首先於美國物理期刊 發表『液體繩捲效應』 ( Liquid Rope-Coil Effect) 一文, 他們兩人認為，雖然整體而言，流體看起來是繞著一個垂直於接觸平面的軸線旋轉，但是液體粒子本身其實並沒有繞著軸旋轉。兩人以力學的角度，針對不同的變數對此一現象作系統性的討論。
液體繩捲現象雖然常見，但是其實有許多變化，是個非常複雜的物理現象。簡單來說，落下的液柱會依照流體所受的重力、摩擦力（黏滯力）、以及慣性之間如何保持平衡，而有四種變化模式：
黏滯模式。重力模式。單擺模式。慣性模式。
一般而言，對於各種低黏滯流體現象，可以使用歐拉方程式進行為人接受的物理解釋，但是對於類似蜂蜜或是矽油等黏滯性大的牛頓流體而言，歐拉方程式便無法對於液體繩捲現象提供清楚的解釋，必須以流體力學方程式，配合高階的數學知識與電腦運算來描述黏滯流體的運動。因此反而無法獲得一個直接而清晰的物理解釋了。